# 戈亚斯州圣弗朗西斯科
戈亚斯州圣弗朗西斯科（葡萄牙語：São Francisco de Goiás）是巴西戈亚斯州的一个市镇。总面积339.368平方公里，总人口6046人，人口密度17.8人/平方公里。